# Танджавур (княжество)

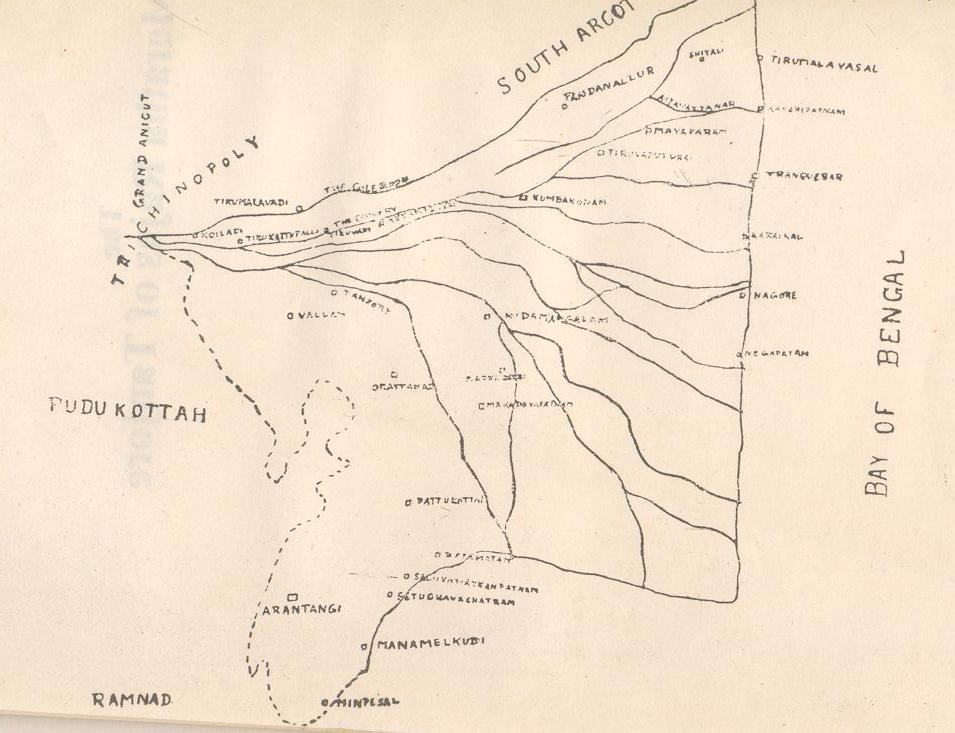
Карта маратхского княжества Танджавур

Княжество Танджавур — маратхское княжество, управляемое династией Бхонсле на территории современного индийского штата Тамилнад. Их родным языком был маратхи. Вьянкоджи был основателем династии.

## Завоевание Танджавура маратхами
После упадка династии Чола в XIII веке (в частности, около 1279 года) область Танджавур перешла под власть династии Пандья, а затем, после вторжения Малика Кафура, она пришла в беспорядок.
Пандья очень быстро восстановил свою независимость и включил Танджавур в состав своих владений. Однако вскоре после этого они были завоеваны Виджаянагарской империей. Император назначил своих доверенных родственников, принадлежавших к касте телугу Балиджа, губернаторами (наяками) Мадурая и Танджавура. Внутренняя семейная ссора между Чокканатхой Наяком из династии Мадурайских наяков и его дядей Виджаярагавой Наякой из Танджавура привела к войне и в конечном итоге закончилась поражением Танджавура. Правление танджавурских наяков продолжалось до 1673 года, когда Чокканатха Наяк, правитель Мадурая, вторгся в Танджавур и убил его правителя Виджаярагаву.
Чокканатха Наяк посадил на трон Танджавура своего брата Алагири, но через год последний отказался от своей верности, и Чокканатха был вынужден признать независимость Танджавура. Сын Виджаи Рагхавы заставил биджапурского султана помочь ему вернуть трон Танджавура. В 1675 году султан Биджапура послал войска под командованием маратхского генерала Вьянкоджи (Экоджи) Бхонсле отбить княжество у нового захватчика. Вьянкоджи победил Алагири и занял Танджавур. Однако он не посадил своего протеже на трон по указанию биджапурского султана, а захватил княжество и сделал себя новым правителем. Так началось господство маратхов над Танджавуром.

## Маратхские раджи

### Вьянкоджи

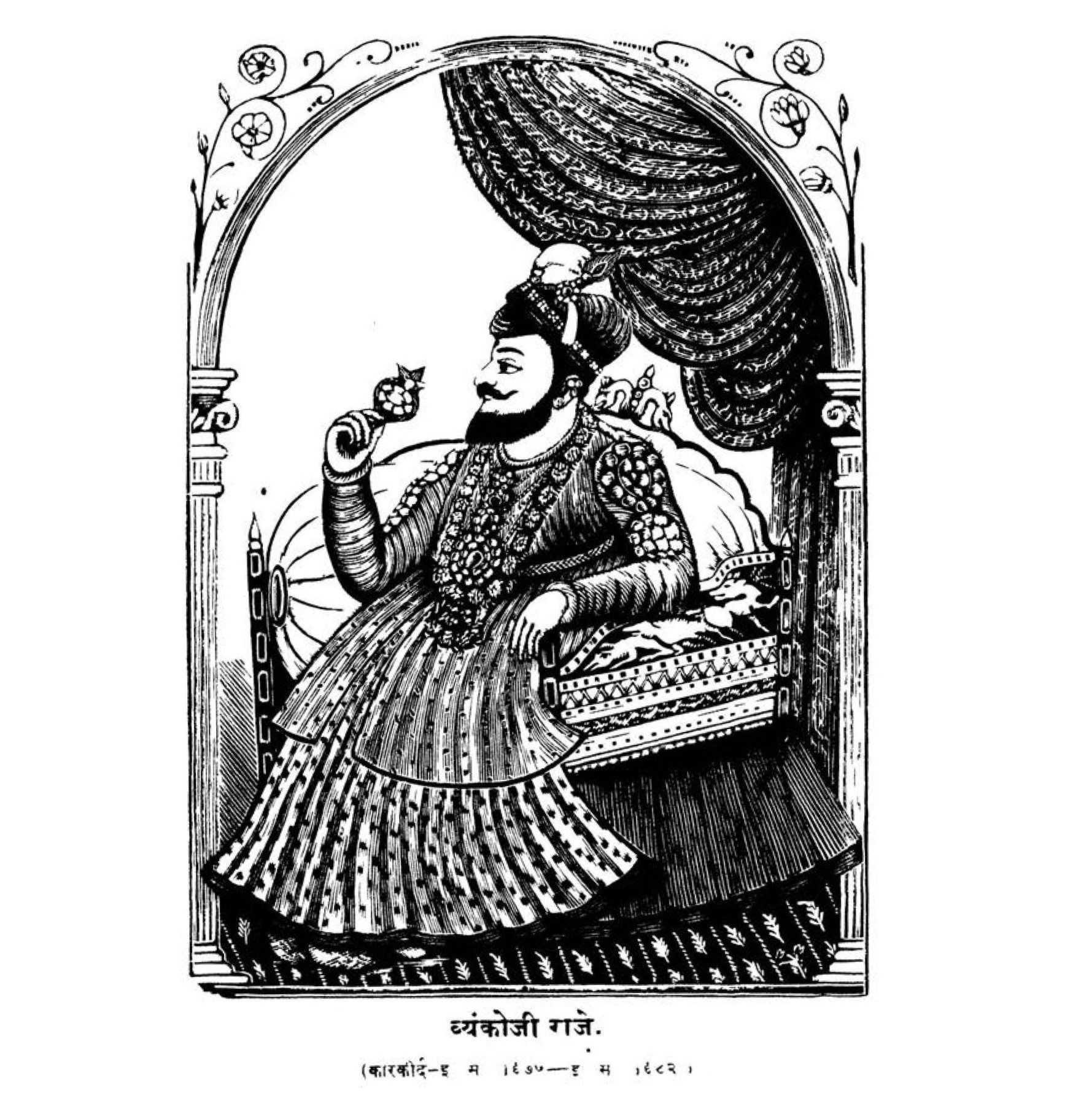
Вьянкоджи Бхонсле (1632—1686), 1-й махараджа княжества Танджавур (1674—1684)

Вьянкоджи, сводный брат маратхского короля Шиваджи, был первым раджой Танджавура из династии Бхосале. Считается, что он взял на себя управление Танджавуром в апреле 1674 года и правил до 1684 года. Во время своего правления Шиваджи вторгся в Джинджи и Танджавур в 1676—1677 годах и сделал своего брата Сантаджи правителем всех земель к северу от Колерона. В последние годы своего правления Вьянкоджи также вступил в союз с Чокканатхой Мадурайским, чтобы отразить вторжение из Майсура.

### Шахуджи I

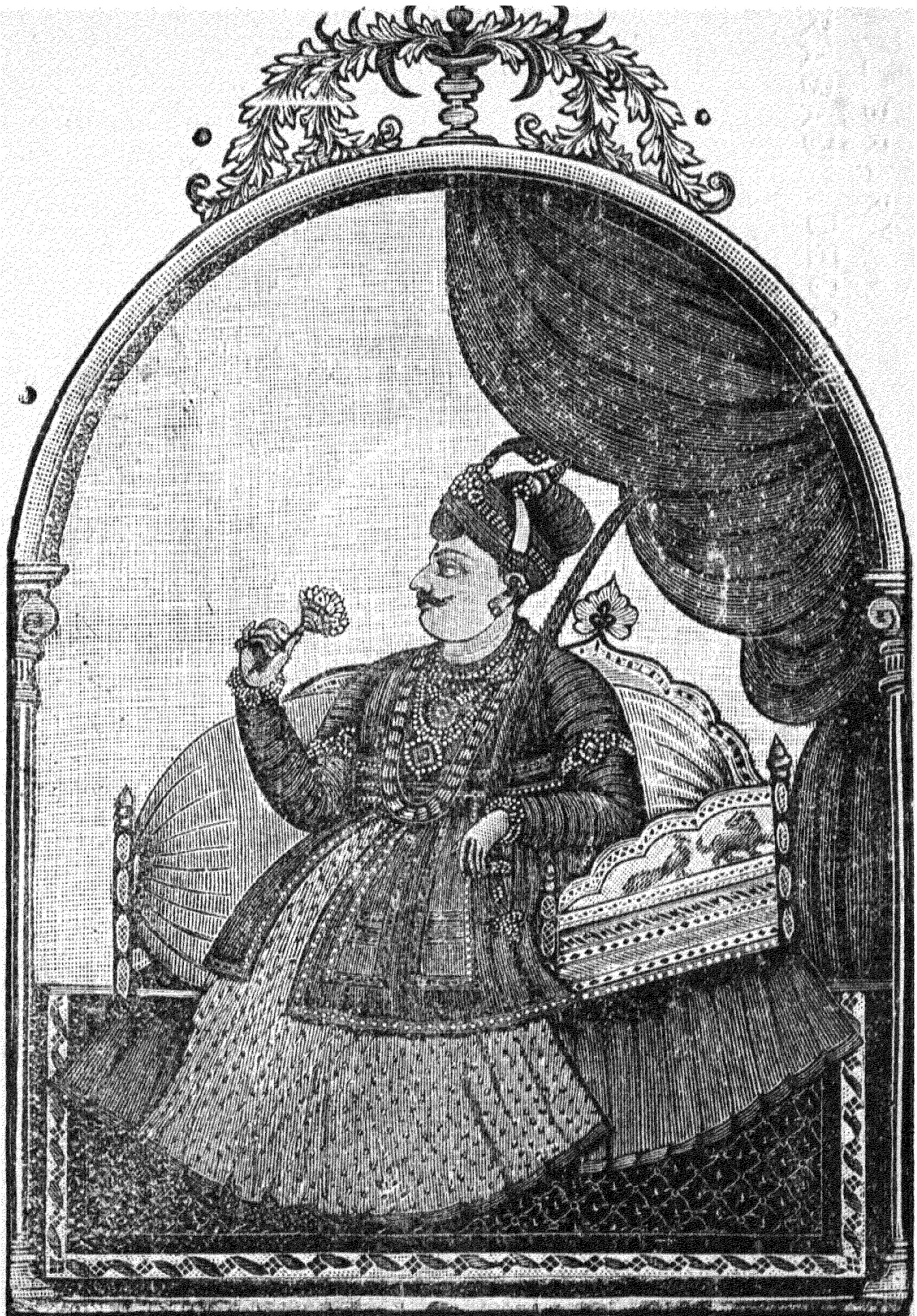
Шахуджи I (1672—1712), 2-й махараджа Танджавура (1684—1712)

Шахуджи I (1684—1712) был старшим сыном Вьянкоджи, и он взошел на трон в возрасте двенадцати лет. Во время его правления моголы оккупировали побережье Коромандела и Тиручирапалли и заставили его платить дань. Шахуджи был покровителем литературы. Во время его правления происходили частые стычки и сражения с раджами Мадурая и Рамнада за контроль над пограничными землями.

### Сарфоджи I

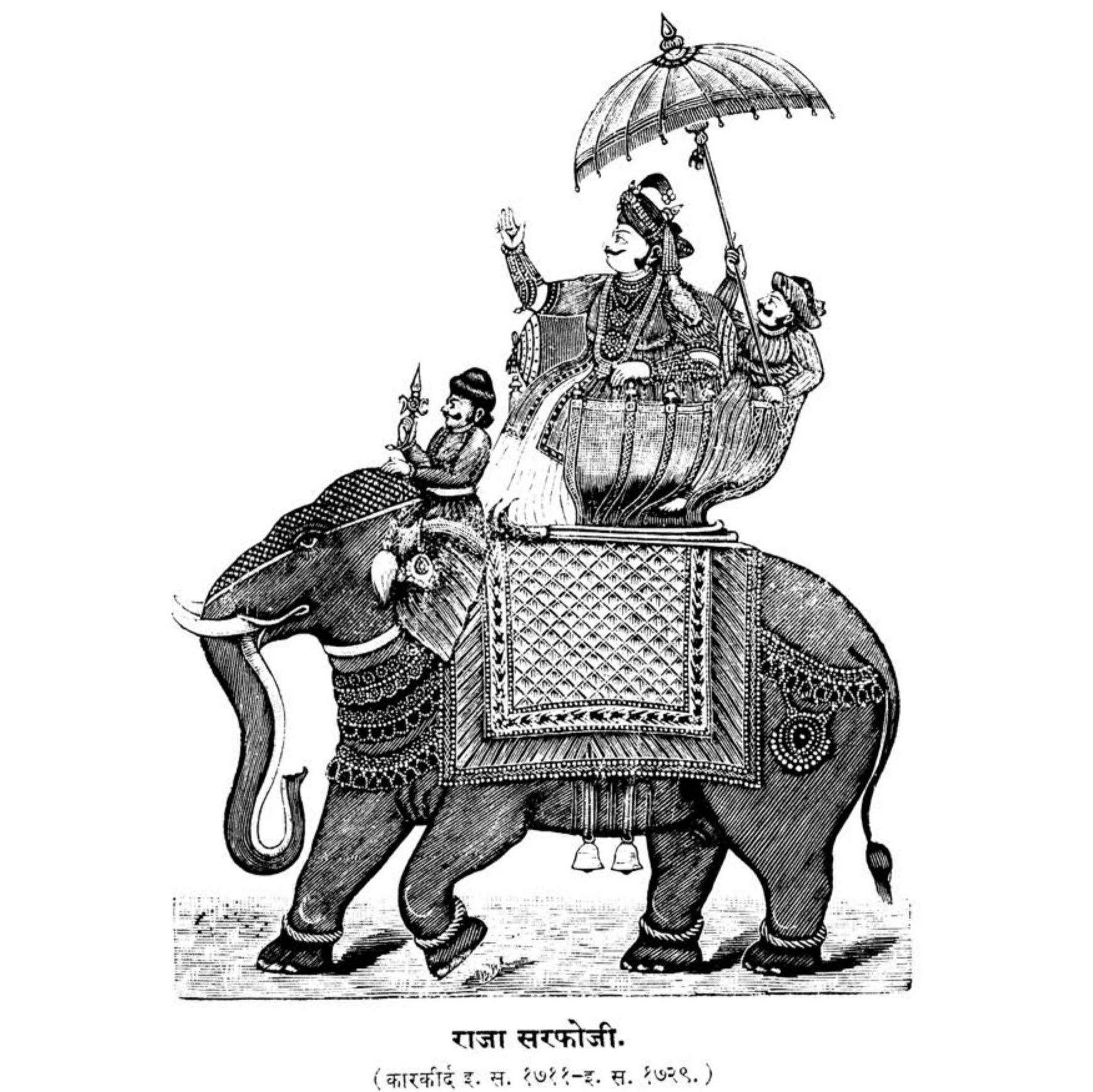
Сарфоджи I (1675—1728), 3-й махараджа Танджавура (1712—1728)

Сарфоджи I был младшим сыном Вьянкоджи и правил с 1712 по 1728 год. Его правление было отмечено регулярными войнами и спорами с мадурайским наяком.

### Такаджи
Такаджи, младший брат Сарфоджи I, правил Танджавуром с 1728 по 1736 год. Его правление стало свидетелем вторжения Чанда Сахиба, и ему приписывают отражение мусульманского вторжения на Мадурай.

### Пратап Сингх

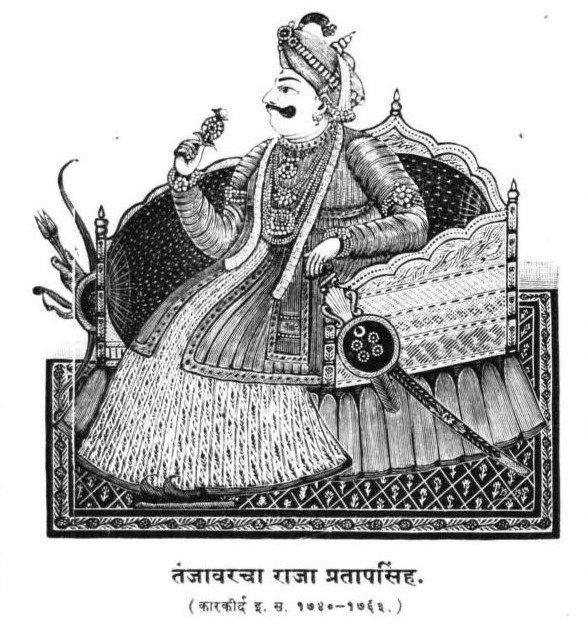
Пратап Сингх (+ 1763), махараджа Танджавура (1739—1763)

Период анархии последовал за смертью Такаджи и подошел к концу, когда Пратапсингх вступил на трон в 1739 году. Он правил до 1763 года. Он вступил в союз с Мухаммедом Али, навабом Карнатика, и помог Британской Ост-Индской компании против Французской Ост-Индской компании в Карнатских войнах и Семилетней войне. Он был последним монархом, к которому директора Британской Ост-Индской компании обращались «Его Величество». В 1762 году между Танджавуром, Карнатиком и англичанами был подписан трехсторонний договор, по которому он стал вассалом наваба Карнатика.

### Тулджаджи
Тулджаджи был очень слабым правителем и последним независимым правителем Танджавура. В 1773 году Танджавур был аннексирован навабом Карнатика, который правил до 1776 года. Трон ему вернули директора Британской Ост-Индской компании. Но его восстановление пришлось дорого заплатить, поскольку оно лишило его независимости.

### Сарфоджи II

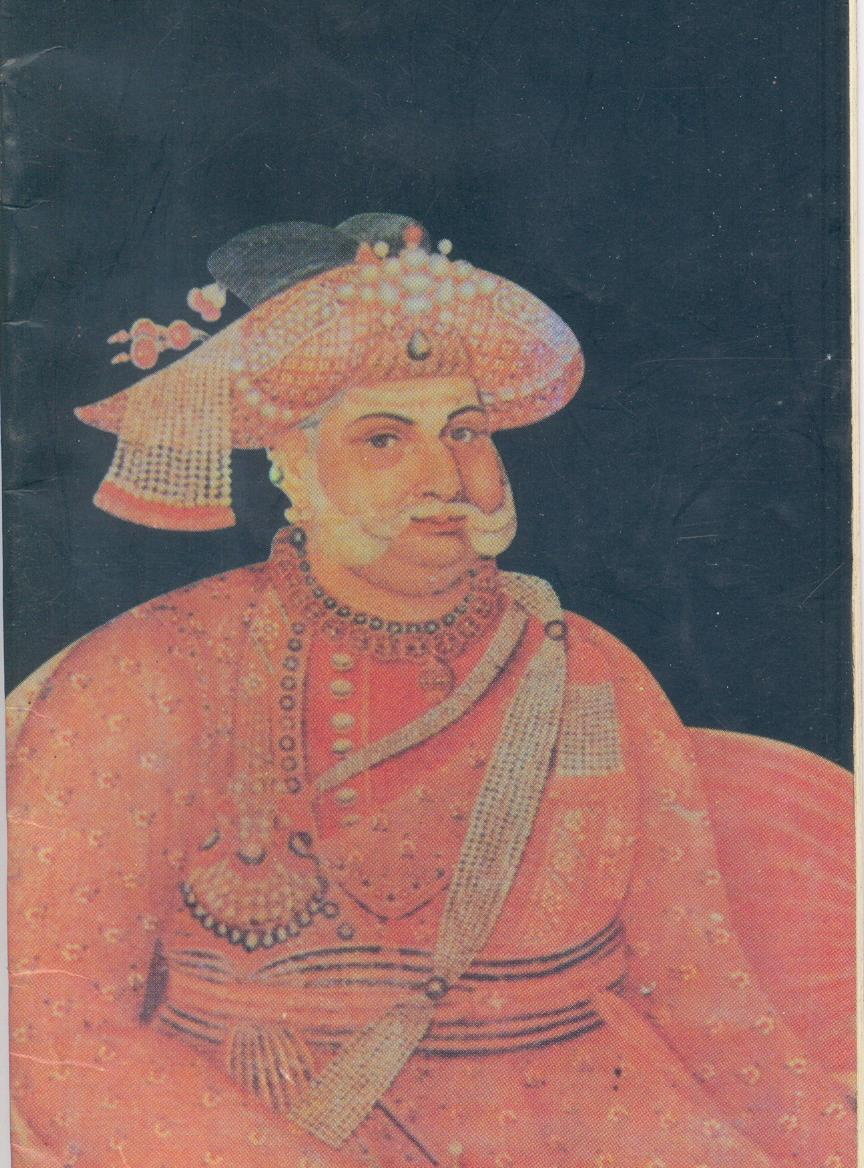
Сарфоджи II (1777—1832), махараджа Танджавура (1787—1793, 1798—1832)

В 1787 году Тулджаджи сменил его сын-подросток Сарфоджи II. Вскоре после этого он был свергнут своим дядей и регентом Амар Сингхом (+ 1802), который захватил трон для себя (1793—1798). С помощью англичан в 1798 году на престол вторично взошел Сарфоджи II. Последовавший договор вынудил его передать бразды правления королевством Британской Ост-Индской компании, став частью округа Танджор (президентство Мадраса). Система окружного коллектората была установлена после этого для управления государственными доходами. Однако крепостью и прилегающими районами управлял Сарфоджи II. Он правил до 1832 года. Его правление отмечено литературными, научными и технологическими достижениями страны Танджор.

### Шиваджи
Шиваджи был последним маратхским правителем Танджавура и правил с 1832 по 1855 год. Поскольку у его первой жены не было наследника мужского пола, королева усыновила своего племянника, и усыновление произошло после смерти махараджи (Шиваджи I) в 1855 году. Англичане не приняли это усыновление, и Танджавур был аннексирован ими в соответствии с положениями Доктрины упущения.

## Администрация
В управлении страной махарадже помогал совет министров. Верховным главой этого совета министров был Мантри или Далавой. Далавой был также главнокомандующим армией. Следующим по важности при дворе был Прадхани или Деван, также называемый Дабир Пандит. Княжество было разделено на субы, сеемаис и маганамы в порядке убывания размера и важности. Пятью субами страны были Паттуккоттай, Майаварам, Кумбаконам, Маннаргуди и Тирувади.

## Экономика
Правитель собирал налоги с народа через своих мирасдаров или путтакдаров. Они были собраны прямо с деревенского уровня и были основаны на сельскохозяйственной продукции деревни. Рис был одной из основных культур в регионе, и земля, используемая для выращивания, принадлежала крупным землевладельцам. Именно Анатхарама Саштри предложил собирать налоги, чтобы улучшить условия для бедных. Внешняя торговля не велась. Единственная внешняя торговля в стране осуществлялась европейскими торговцами, которые платили определённую сумму денег в качестве ренты раджам. Денежная система использовалась как чакрам или пон (1 чакрам = одна и три четверти рупии Британской Ост-Индской компании). Другие используемые системы чеканки были пагода (1 пагода = три с половиной рупии компании), большой панам (одна шестая рупии компании) и маленький панам (одна тринадцатая рупии компании).